# Man of Steel Award
Der Man of Steel Award (auch als Steve Prescott Man of Steel Award bezeichnet) ist eine seit 1977 jährlich verliehene Auszeichnung, die dem besten Spieler der Super League verliehen wird. Der Erfolg des Clubs, bei dem der Spieler spielt, ist dabei irrelevant.

## Liste der Titelträger
| Jahr | Name            | Nat.       | Verein               | Position                      |
| ---- | --------------- | ---------- | -------------------- | ----------------------------- |
| 1977 | David Ward      | England    | Leeds Rhinos         | Hakler                        |
| 1978 | George Nicholls | England    | St Helens RLFC       | Stürmer                       |
| 1979 | Doug Laughton   | England    | Widnes Vikings       | Dritte-Reihe-Stürmer          |
| 1980 | George Fairbarn | Schottland | Wigan Warriors       | Schlussmann                   |
| 1981 | Ken Kelly       | England    | Warrington Wolves    | Gedrängehalb                  |
| 1982 | Mick Morgan     | England    | Carlisle RLFC        | Zweite-Reihe-Stürmer          |
| 1983 | Allan Agar      | England    | Featherstone Rovers  | Gedrängehalb                  |
| 1984 | Joe Lydon       | England    | Widnes Vikings       | Außendreiviertel, Schlussmann |
| 1985 | Ellery Hanley   | England    | Bradford Bulls       | Dritte-Reihe-Stürmer          |
| 1986 | Gavin Miller    | Australien | Hull Kingston Rovers | Pfeiler                       |
| 1987 | Ellery Hanley   | England    | Wigan Warriors       | Dritte-Reihe-Stürmer          |
| 1988 | Martin Offiah   | England    | Widnes Vikings       | Außendreiviertel              |
| 1989 | Ellery Hanley   | England    | Wigan Warriors       | Dritte-Reihe-Stürmer          |
| 1990 | Shaun Edwards   | England    | Wigan Warriors       | Verbinder                     |
| 1991 | Garry Schofield | England    | Leeds Rhinos         | Verbinder                     |
| 1992 | Dean Bell       | Neuseeland | Wigan Warriors       | Innendreiviertel              |
| 1993 | Andy Platt      | England    | Wigan Warriors       | Pfeiler                       |
| 1994 | Jonathan Davies | Wales      | Warrington Wolves    | Innendreiviertel              |
| 1995 | Denis Betts     | England    | Wigan Warriors       | Zweite-Reihe-Stürmer          |
| 1996 | Andrew Farrell  | England    | Wigan Warriors       | Dritte-Reihe-Stürmer          |
| 1997 | James Lowes     | England    | Bradford Bulls       | Hakler                        |
| 1998 | Iestyn Harris   | Wales      | Leeds Rhinos         | Verbinder                     |
| 1999 | Adrian Vowles   | Australien | Castleford Tigers    | Dritte-Reihe-Stürmer          |
| 2000 | Sean Long       | England    | St Helens RLFC       | Gedrängehalb                  |
| 2001 | Paul Sculthorpe | England    | St Helens RLFC       | Verbinder                     |
| 2002 | Paul Sculthorpe | England    | St Helens RLFC       | Dritte-Reihe-Stürmer          |
| 2003 | Jamie Peacock   | England    | Bradford Bulls       | Zweite-Reihe-Stürmer          |
| 2004 | Andrew Farrell  | England    | Wigan Warriors       | Dritte-Reihe-Stürmer          |
| 2005 | Jamie Lyon      | Australien | St Helens RLFC       | Innendreiviertel              |
| 2006 | Paul Wellens    | England    | St Helens RLFC       | Schlussmann                   |
| 2007 | James Roby      | England    | St Helens RLFC       | Hakler                        |
| 2008 | James Graham    | England    | St Helens RLFC       | Pfeiler                       |
| 2009 | Brett Hodgson   | Australien | Huddersfield Giants  | Schlussmann                   |
| 2010 | Pat Richards    | Irland     | Wigan Warriors       | Außendreiviertel              |
| 2011 | Rangi Chase     | Neuseeland | Castleford Tigers    | Verbinder                     |
| 2012 | Sam Tomkins     | England    | Wigan Warriors       | Schlussmann                   |
| 2013 | Danny Brough    | Schottland | Huddersfield Giants  | Gedrängehalb                  |
| 2014 | Daryl Clark     | England    | Castleford Tigers    | Hakler                        |
| 2015 | Zak Hardaker    | England    | Leeds Rhinos         | Schlussmann                   |
| 2016 | Danny Houghton  | England    | Hull FC              | Hakler                        |